# 利斯基 (科洛梅亞區)
48°38′49″N 25°2′15″E / 48.64694°N 25.03750°E
利斯基（烏克蘭語：Ліски），是烏克蘭的村落，位於該國西部伊萬諾-弗蘭科夫斯克州，由科洛梅亞區負責管轄，始建1410年，面積8.72平方公里，2001年人口959，人口密度每平方公里110人。